# Ключи (Усть-Удинский район)
Ключи — деревня в Усть-Удинском районе Иркутской области. Входит в Ключинское сельское поселение.

## География
Деревня находится в 26 км от центра района. Стоит на реке Ангара.

## Население
| 2002 | 2011 | 2012 | 2015 | 2016 | 2017 |
| ---- | ---- | ---- | ---- | ---- | ---- |
| 226  | ↘138 | ↘119 | ↘102 | ↗104 | ↘100 |